# Kaliphora
Kaliphora, zimzeleni grm ili manje drvo iz porodice Montiniaceae. Madagaskarski je endem koje lokalno stanovništvo tradicionalno koristi u liječenju nekih bolesti.
Ispitivanja eteričnog ulje dobivenog iz lišća pokazuju da djeluje analgetski, protuupalno, neuritogeno, antiepileptički i hipotenzivno, a najčešći sastojci su Kariofilen oksid (14,7%) i β-eudesmol (10,7%).
Kariofilen oksid prisutan je i u vrsti hrvatska bresina (Micromeria croatica)